# Aga Khan II
Aga Khan II (en persa: آغا خان دوّم —Āghā Jān-e Dovvom—; o, menos conocido aunque correcto, آقا خان دوّم —Āqā Jān-e Dovvom—), fue el título de Aqa Ali Shah (persa: آقا علی شاه —Āqā ‘Alī Shāh—); nacido en 1830 en Mahallat, Irán; fallecido en agosto de 1885 en Pune, India, el 47º Imam de los musulmanes nizaríes ismaelíes. Miembro de la dinastía real iraní Qayar, se convirtió en imán en 1881. Durante su vida, ayudó a mejorar su comunidad, y la gran comunidad musulmana de la India. Era un gran deportista y cazador.

## El imamato ismailí
Aqa Ali Shah se convirtió en imán de los ismaelitas en 1881 al fallecer su padre, también heredó de él el título de Aga Jan. Aga Jan II mantiene los lazos cordiales que su padre había desarrollado con Gran Bretaña y fue nombrado miembro del Consejo Legislativo de Bombay mientras Sir James Fergusson era el gobernador de Bombay. Este fue un logro importante, ya que la «candidatura al Consejo de aquellos días era una rara distinción concedida sólo a los hombres de capacidad excepcional y alta posición social».
Aqa Imam Ali Shah también heredó la preocupación de su padre para con sus seguidores y fue bien informado de sus necesidades, después de haber sido asignado por su padre con el derecho de visitar las diversas comunidades en el sur de Asia. Por ejemplo, cuando una confusión había surgido debido al hecho de que algunos de estos seguidores en la India se rigen en parte por el derecho islámico y en parte por la ley hindú, fue nombrado miembro de una comisión en 1874, que se constituyó para presentar propuestas de modificación de la ley relativa a su comunidad.
Como muestra de su interés por el bienestar de sus seguidores, también creó una serie de escuelas para ellos en Bombay y en otras partes, y prestó asistencia financiera a familias que lo necesitaban. Aunque su imanato sólo duró cuatro años, fue capaz de incrementar los contactos con sus seguidores que viven fuera del subcontinente asiático, en particular los que residen en las regiones de la parte alta del Amu Daria, Birmania, y África oriental. Obtuvo un gran reconocimiento por su trabajo, a causa de que «cumplió sus deberes y obligaciones de una manera que atrajo la admiración y la aprobación de la comunidad».

## Deportes y pasatiempos
Ali Shah, el padre de Aqa comenzó la tradición familiar de la cría de caballos y las carreras en Bombay. La primera propiedad de Aga Jan, tenía algunos de los mejores caballos árabes del mundo, que fueron heredados por Aqa Ali Shah. El sultán Muhammad Shah comentó más tarde que, al morir su padre, «dejó un imponente establecimiento deportivo y grandes alojamientos con: halcones, perros, y entre ochenta y noventa caballos de carreras».
Aqa Ali Shah no era sólo un piloto hábil, sino también un gran deportista y cazador, y fue especialmente famoso por sus cacerías de tigres en la India. Era famoso por realizar cacerías de tigres persiguiéndolos a pie, su muy buena puntería le permitió conseguir unos 30 trofeos.

## Muerte y legado
Mientras cazaba aves acuáticas cerca de Pune, en 1885, Aqa Ali Shah contrajo neumonía. Al describir el incidente, su hijo, el sultán Mohammad Shah, escribió: «Hubo varias horas de lluvias intensas, el terreno estaba bajo los pies mojados y pesados, y mi padre estaba empapado hasta los huesos». Tomó un frío severo que rápidamente se convirtió en neumonía y la muerte. «Murió ocho días más tarde, después de un imán duró de cuatro años, y fue enterrado en el mausoleo de la familia en Nayaf en la orilla oeste del Éufrates, cerca de Kufa y de la tumba del Imam Alí, uno de los lugares sagrados de los musulmanes chiíes». El mausoleo es también el lugar de descanso del abuelo de Aqa Ali Shah, Shah Jalil Alá, cuadragésimo quinto imam de los ismaelíes nizaríes, para cuyo sepulcro se inició la construcción del mausoleo. 
La pérdida prematura de su padre, Aqa Ali Shah, tuvo lugar poco después de la muerte de su hermano, Shihab al-Din Shah, debió de ser dolorosa para el joven sultán Muhammad Shah, que tenía entonces tan sólo siete años y medio. Este triste acontecimiento causó un gran dolor dentro de la comunidad musulmana. Aqa Ali Shah fue recordado con cariño por el trabajo realizado para el mejoramiento de la comunidad, así como un caballero audaz y un cazador legendario en su tiempo. Fue sucedido por su hijo, el sultán Mohamed Shah, que tomó el título de Aga Jan III.